# کروبکی-گورکی
کروبکی-گورکی (به لهستانی:  Krubki-Górki) یک روستا در لهستان است که در گمینا پوشوینتنه (استان ماسوویان) واقع شده‌است.